# 5819 Lauretta
5819 Lauretta eller 1989 UZ4 är en asteroid i huvudbältet som upptäcktes den 29 oktober 1989 av den amerikanska astronomen Schelte J. Bus vid Cerro Tololo-observatoriet. Den är uppkallad efter amerikanen Dante Lauretta.